# Jean Ier de Palatinat-Simmern
Jean Ier de Palatinat-Simmern (de l'allemand: Johann I.) (15 mai 1459 – 27 janvier 1509) est le Comte Palatin du Rhin de Simmern de 1480 à 1509.

## Biographie
Il est le fils et le successeur de Frédéric Ier de Palatinat-Simmern (en) (1417-1480), comte palatin de Simmern, issu de son mariage avec Marguerite d'Egmond (en) (1436-1486), fille du duc Arnold de Gueldre. Lui-même épouse Jeanne de Nassau-Sarrebruck (bg), fille de Jean II de Nassau-Sarrebruck le 29 septembre 1481.
Il fait de grands efforts pour agrandir sa résidence de Simmern. Il pose la première pierre de l'église Saint-Étienne (ou agrandit un édifice qui existe déjà) et de l'hôtel de ville. C’est à lui également qu’on doit l'achèvement du monastère franciscain Saint- Wolfgang (monastère des franciscains déchaussés) à Bad Kreuznach.
Dans la Guerre de Succession de Landshut, il réussit à préserver sa neutralité, ce qui sauve son pays de la dévastation contrairement au Palatinat du Rhin. Cette guerre lui permet également d’agrandir son pays pour y incorporer des parties de l'ancien comté de Sponheim. Il meurt à Starkenbourg en 1509, et est enterré à Simmern dans la tombe royale qu’on venait de construire dans l'église Saint-Étienne.

## Famille
Avec Jeanne de Nassau-Sarrebruck (14 avril 1464 – 7 mai 1521) il a les enfants suivants :
1. Frédéric (1490)
2. Jean II (21 mars 1492 – 18 mai 1557)
3. Frédéric (1494–?)